# Meandro de Brian
El meandro de Brian es un meandro del río Matanza-Riachuelo ubicado en el barrio de Barracas, en la Comuna 4 de la Ciudad Autónoma de Buenos Aires, Argentina. 
Este pronunciado meandro, que se asemeja a una península, tiene muchas peculiaridades: en principio, es el único que sobrevivió a la rectificación del Riachuelo, que originalmente era un curso de agua muy sinuoso. Por otro lado, es el único lugar en donde el curso de agua deja de ser la frontera entre la ciudad y la provincia de Buenos Aires, ya que en esta zona el límite oficial es la línea imaginaria de la rectificación nunca realizada. Esto da como resultado que ambas orillas del Riachuelo, y el propio meandro, formen parte de la ciudad de Buenos Aires, generando una frontera terrestre entre la Comuna 4 y el partido de Avellaneda, perteneciente a la provincia.

## Características
Tiene una superficie de 49 560 m² en donde se encuentra el estadio Saturnino Moure del Club Atlético Victoriano Arenas.
Está unida al resto de la Ciudad solo por el puente ferroviario, que es atravesado por una vía simple utilizada por trenes de carga del ferrocarril Roca para acceder a la estación Sola (también dentro de la ciudad de Buenos Aires). Este vía cruza el río y se interna en la Villa 21-24, la más grande de la ciudad. Del lado de Avellaneda, se emplaza la fábrica de la empresa Siam. También se encuentra, enterrado, un puente metálico que iba a ser utilizado por el ferrocarril cuando se rectificara el cauce. El puente actualmente en uso es de madera y había sido concebido para ser utilizado de forma provisoria.

## Toponimia
Debe su nombre a la ya desaparecida estación Ingeniero Brian, un enorme playón de intercambio de cargas entre distintas compañías ferroviarias privadas que cayó en desuso luego de la nacionalización de los ferrocarriles. Una vez abandonado, en ese terreno surgió la Villa 21-24. El nombre de la estación, a su vez, homenajeaba al ingeniero civil Santiago Brian.

## Catastro
Oficialmente, dentro del catastro de la ciudad de Buenos Aires, forma parte de la manzana 104, de la sección catastral 26 siendo la dirección oficial de la parcela la calle Luna 2101.

## Imágenes

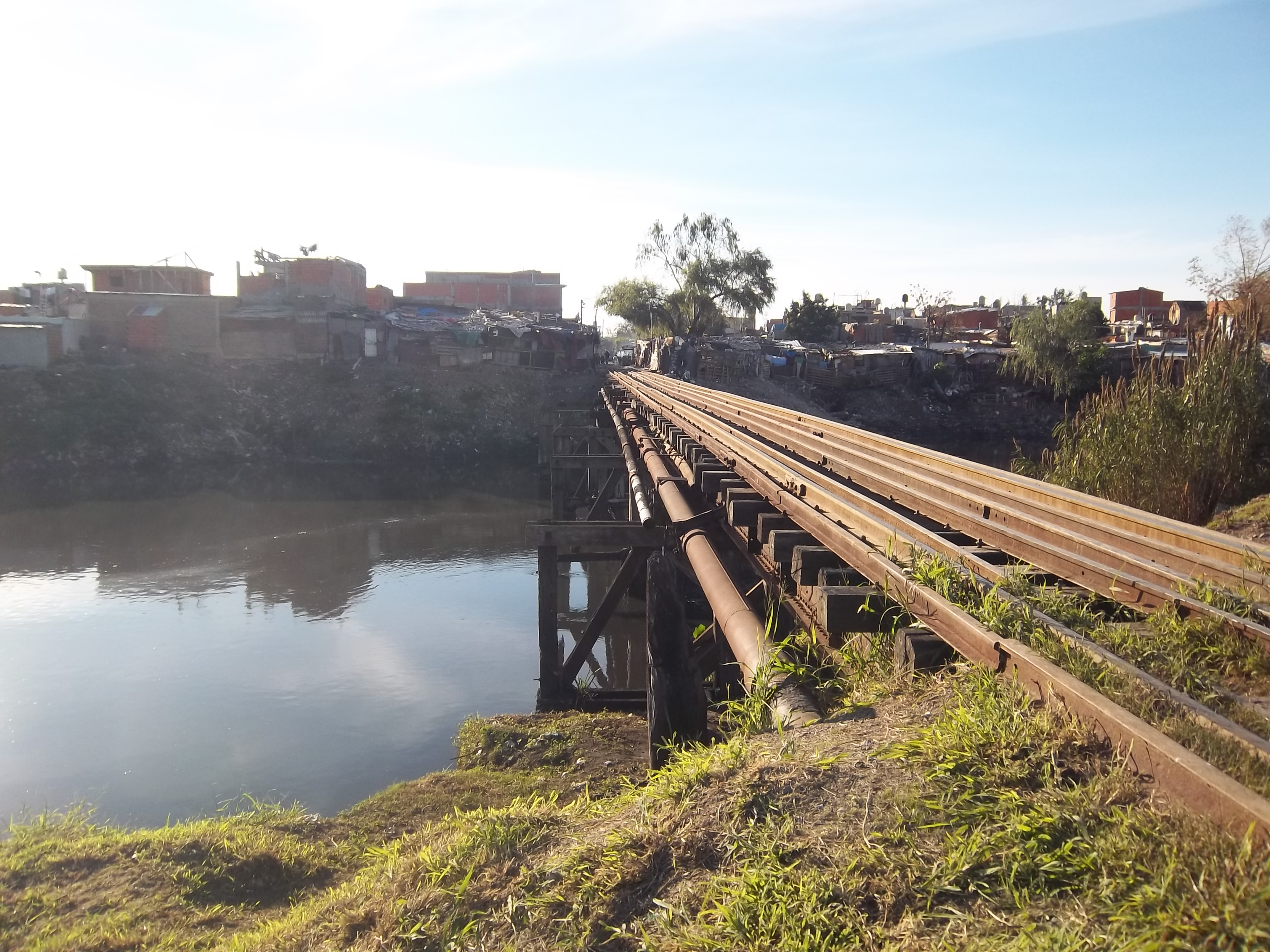
La villa 21-24 y el puente ferroviario, vistos desde el meandro

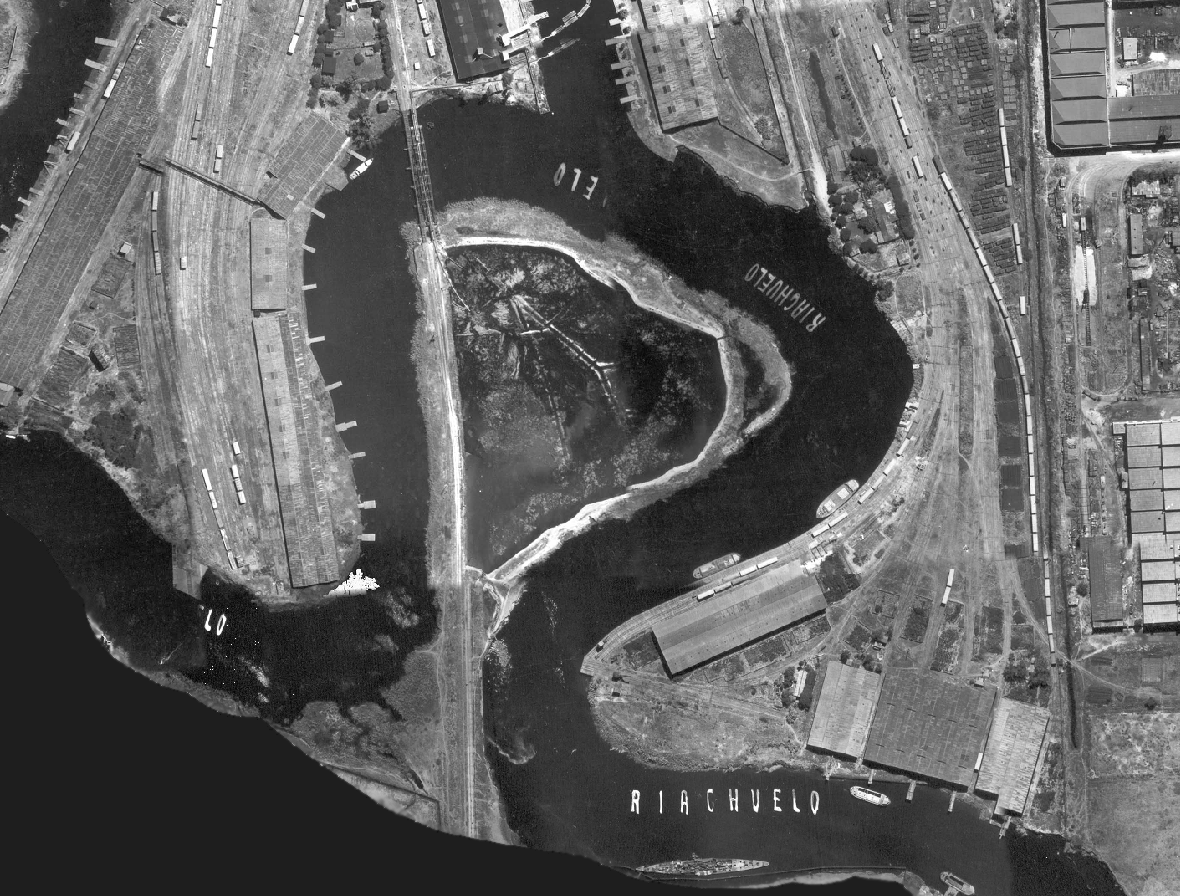
El meandro en 1940
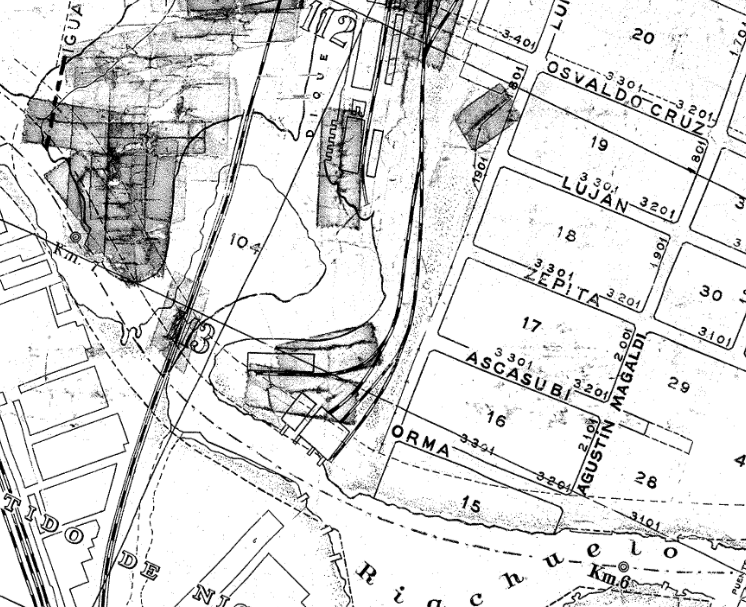
En el catastro oficial de 1961
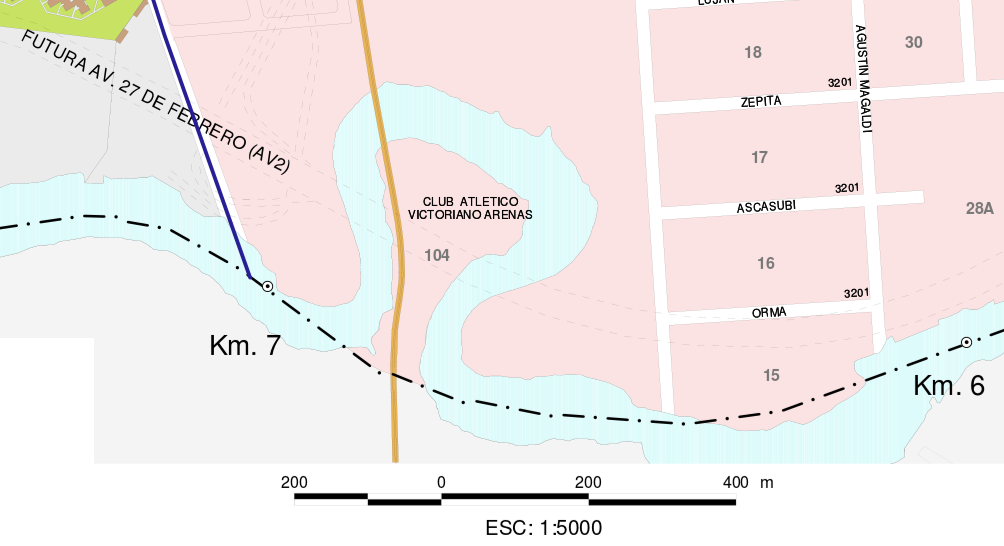
Catastro de 2020